# Insatisfaction
 (janvier 2009).
Si vous disposez d'ouvrages ou d'articles de référence ou si vous connaissez des sites web de qualité traitant du thème abordé ici, merci de compléter l'article en donnant les références utiles à sa vérifiabilité et en les liant à la section « Notes et références ».
L'insatisfaction est un état de frustration (vécu affectif lié au fait que le désir n'est pas réalisé) ou de déception (dans ce cas le désir est réalisé mais la satisfaction obtenue n'est pas à la hauteur de la satisfaction escomptée) lié au cycle de vie du désir (du besoin, de l'attente).
L'attente de plaisir est un désir qui peut donner lieu à frustration (typiquement lorsque la chose nécessaire au plaisir est absente) ou à déception (lorsque le plaisir effectivement obtenu est en dessous du plaisir escompté).

## Bouddhisme et insatisfaction
D'après le bouddhisme, le vie est « dukkha », c'est-à-dire insatisfaction. Cette insatisfaction (ou souffrance) provient de la soif (tṛṣṇā), du désir. Elle est due au fait que rien n'est parfait ni permanent, si bien que même un bonheur parfait est marqué au coin de la souffrance puisqu'il ne peut durer indéfiniment. Se libérer de cette souffrance suppose donc mettre fin à la soif.   Cela ne veut pas dire pour autant qu'il faille se frustrer. On le dit parfois ainsi : la répression n'est pas la voie, la transformation est la voie.[réf. nécessaire]

## Sexologie
En sexologie, l'insatisfaction désigne le sentiment d'incapacité à atteindre l'orgasme.